# Partido judicial de Santa Cruz de La Palma
El partido judicial de Santa Cruz de la Palma es uno de los 19 partidos judiciales en los que se divide la comunidad autónoma de Canarias , siendo el partido judicial n.º 4  de la provincia de Santa Cruz de Tenerife y uno de los 12 partidos judiciales de dicha provincia.
El ámbito territorial, que viene regulado por el Real Decreto 529/1983, de 9 de marzo, comprende los municipios de :
Barlovento, Breña Alta, Breña Baja, Puntallana, San Andrés y Sauces, Santa Cruz de la Palma y Villa de Mazo